# Переменные затраты

Кривая TVC на графике изображает общие переменные затраты

Переме́нные затраты (англ. variable cost, VC) — затраты, величина которых зависит от объёма выпуска продукции. Противопоставляются постоянным затратам, с которыми в сумме составляют общие затраты. Основным признаком, по которому можно определить, являются ли затраты переменными, является их исчезновение при остановке производства.

## Определение
Согласно К.Р. Макконнеллу и С.Л. Брю переменные затраты — это затраты, общая величина которых возрастает (уменьшается), когда предприятие увеличивает (сокращает) объём своего производства; стоимость переменных ресурсов.
Согласно БРЭ переменные затраты — это затраты, зависящие от объёма производства и/или реализации продукции, товаров или услуг.

## Переменные затраты vs прямые затраты
Переменные затраты не являются прямыми затратами. Прямые затраты — это такие затраты, которые могут быть прямо и непосредственно отнесены на конкретный вид производимой предприятием продукции.

## Классификация переменных затрат
По характеру зависимости от объёма выпуска:
- пропорциональные
- дегрессивные
- прогрессивные

По статистическому принципу:
- общие (total variable cost, TVC)
- средние (average variable cost, AVC). AVC = VC / Q; AVC = AC — AFC

По способу отнесения на себестоимость продукции:
- прямые
- косвенные

По отношению к производственному процессу:
- производственные
- непроизводственные

## Примеры переменных затрат
В соответствии с международными стандартами финансовой отчётности существует две группы производственных переменных затрат: производственные переменные прямые затраты и производственные переменные косвенные затраты.
Производственные переменные прямые затраты — это затраты, которые можно на основе данных первичного учёта отнести непосредственно на себестоимость конкретных изделий.
Производственные переменные косвенные затраты — это затраты, которые находятся в прямой зависимости или почти в прямой зависимости от изменения объёма деятельности, однако в силу технологических особенностей производства их нельзя или экономически нецелесообразно прямо отнести на изготовляемые продукты.
Примерами переменных прямых затрат являются:
- Затраты на сырьё и основные материалы;
- Затраты на энергию, топливо;
- Заработная плата рабочих, осуществляющих производство продукции, с начислениями на неё;
- Затраты на комплектующие материалы.

Примерами переменных косвенных затрат являются затраты сырья в комплексных производствах. Например, при обработке сырья — каменного угля — производится кокс, газ, бензол, каменноугольная смола, аммиак. При сепарации молока получают обезжиренное молоко и сливки. Разделить затраты исходного сырья по видам выпускаемой продукции в этих примерах можно только косвенным путём.

## Зависимость типа издержек от объекта затрат
Понятие прямых и косвенных издержек условно.
Например, если основной бизнес — транспортные услуги, то заработная плата водителей и амортизация автомобилей будут прямыми затратами, в то же время для других видов бизнеса содержание автотранспорта и оплата труда водителей будут косвенными издержками.
Если объект затрат — склад, то заработная плата кладовщика будет прямой издержкой, а если объект затрат — себестоимость произведённой и реализованной продукции, то данные издержки (заработная плата кладовщика) будет косвенной по причине невозможности однозначно и единственным способом отнести её к объекту затрат — себестоимости. В зависимости от объёмов производимой продукции будет меняться величина общих издержек на единицу продукции.

## Свойства переменных затрат
- Переменные затраты возрастают прямо пропорционально объёму производимой продукции и описываются уравнением линейной функции в которой b=0. Если затраты переменные, то при отсутствии производства они должны быть равны нулю, функция должна начинаться в точке 0. В финансовых моделях допускается использовать коэффициент b для отражения минимальной оплаты труда работников по причине простоя по вине предприятия и т. д.
- Линейная зависимость существует только для некоторого диапазона значений. Например, если при увеличении объёмов производства вводится ночная смена, то оплата в ночную смену является более высокой, чем в дневную смену.